# أيالا (ألافا)
بلدية أيالا (بالإسبانية: Ayala) هي بلدية تقع في مقاطعة ألافا التابعة لإقليم الباسك شمال إسبانيا.

## الديموغرافيا
يبلغ عدد سكان بلدية أيالا 2.880 نسمة عام 2011 (وفقاً للمعهد الوطني للإحصاء الإسباني).
| 2.008 | 2.031 | 2.157 | 2.542 | 2.635 | 2.763 | 2.880 |